# 新版結婚読本
『新版結婚読本』（しんぱんけっこんどくほん、Free Love）は、ユニバーサル映画の制作・配給により、ホバート・ヘンリーが監督、コンラッド・ネーゲルが主演し、プレコード時代の1930年に公開された有声映画。

## あらすじ
結婚して5年が経ち、二人の子どもにも恵まれたファリヤー夫妻だったが、妻ホープは、とある精神学者の話を聞いたのをきっかけに、自分が夫より優れた人間だと思い込むようになる。やがて夫婦関係はこじれ、ホープは外で遊び歩くようになる。...

## キャスト
- ジュヌビエーブ・トビン（英語版） - ホープ・ファリヤー (Hope Ferrier)
- コンラッド・ネーゲル - スティヴン・ファリヤー (Stephen Ferrier)
- モンロー・オーズリー（英語版） - ラッシュ・ビゲロウ (Rush Bigelow)
- バーサ・マン（英語版） - ヘレナ (Helena)
- イルカ・チェイス（英語版） - ポーリン (Pauline)
- ジョージ・アーヴィング（英語版） - スタージス判事 (Judge Sturgis)
- レジナルド・パーシュ (Reginald Pasch) - ヴォルハイム博士 (Dr. Wohlheim)
- ザス・ピッツ - アダ (Ada)
- スリム・サマヴィル（英語版） - デニス (Dennis)
- シドニー・ブレイシー（英語版） - 執事 (Butler)

## 保存
この作品のプリント版は、アメリカ議会図書館が所蔵している。